# Darío Urzay
Darío Urzay Ibarra (Bilbao, 13 de diciembre de 1958) es un pintor, fotógrafo y artista plástico español. 

## Biografía
Licenciado en Bellas Artes por la Universidad del País Vasco, ha participado en exposiciones en diversas galerías de todo el mundo, destacando el MACBA de Barcelona, Lelong Gallery de Nueva York, Louver Gallery de Los Ángeles, Trondheim Kunstmuseum de Noruega, Hamburger Bahnhof y Museum für Gegenwart de Berlín, ICA (Institute of Contemporary Art) de Londres,
Kunsthalle Bielefeld de Alemania, Museo Guggenheim de Bilbao, y el Museo Nacional Centro de Arte Reina Sofía de Madrid.
En 2004 Urzay diseñó el jersey del Athletic Club de Bilbao por su regreso a competiciones europeas .El jersey fue nombrado por la afición como "la camiseta kétchup" por el parecido con ese condimento y fue estrenada en un partido amistoso del Athletic Club, pero ante las quejas de los aficionados, el presidente del Athletic ordenó no usar el jersey nunca más. Hoy en día, es considerado por muchos una de las camisetas más feas de la historia del fútbol. A pesar de las reticencias, actualmente la camiseta es casi una pieza de culto entre algunos de los seguidores del Athletic Club y es considerada como una obra de arte por algunos críticos, coleccionistas y medios especializados. Esta camiseta fue expuesta en la Calcografía Nacional de Madrid con motivo del Premio Nacional de Arte Gráfico que obtuvo Urzay en 2005 y posteriormente pasó a formar parte de la Colección del Museo ARTIUM de Vitoria.

## Obra
La obra de Darío Urzay centra su atención en los límites entre fotografía y pintura, la imagen digital y la representación de esta a través de los nuevos medios tecnológicos. En ocasiones manipula la imagen tanto por los medios informáticos como manuales, pasando dicha imagen a constituirse como una pintura.
Su obra se puede encontrar, entre otras, en las siguientes colecciones:
- Museo de Bellas Artes de Bilbao;
- FNAC Fondo  Nacional de Arte Contemporáneo, París;
- Museo Guggenheim de Bilbao;
- Museo de Bellas artes de Álava, Vitoria, obra traspasada al Artium,
- ARTIUM (Museo Vasco de Arte Contemporáneo), Vitoria;
- Museo Nacional Centro de Arte Reina Sofía, Madrid;
- MACBA, Barcelona;
- Marugame Hirai Museum, Marugame (Japón);
- Museo Patio Herreriano de Arte Contemporáneo Español , Valladolid;
- Patrimonio Nacional;
- Fundación "la Caixa", Barcelona;
- The Chase Manhattan Bank Collection;
- Colección Gráfica Biblioteca Nacional de España, Madrid;
- Fundación ICO, Madrid;
- The Prudential Collection, Nueva York;
- Fundación BBVA, Madrid;
- Fundación Argentaria, Madrid, actualmente incluida en la Fundación BBVA;
- Fundación Banesto, Madrid;
- Fundación Coca Cola, Madrid;
- Arthur Andersen Collection, Madrid;
- Banco de España, Madrid;
- Fundación Botín, Santander;
- Colección Iberdrola. Bilbao
- Holm Collection, Noruega;
- Colección Caja Madrid, Madrid;
- Colección Iberdrola
- Deutsche Bank Collection;
- Galerie Xippas, París.

## Premios
1983 "Premio Gure Artea" del Gobierno Vasco.
2005 "Premio Nacional de Arte Gráfico", Madrid.
2005 Excellent Work Award  "Beijing Biennale".